# Salacca flabellata
Salacca flabellata är en enhjärtbladig växtart som beskrevs av Caetano Xavier Furtado. Salacca flabellata ingår i släktet Salacca och familjen Arecaceae. Inga underarter finns listade i Catalogue of Life.